# Jalor
Jalor (eller Jalore) är en stad i delstaten Rajasthan i nordvästra Indien. Den är administrativ huvudort för distriktet Jalor och hade 54 081 invånare vid folkräkningen 2011.